# 8449 Maslovets
8449 Maslovets è un asteroide della fascia principale del diametro medio di circa 19,79 km. Scoperto nel 1977, presenta un'orbita caratterizzata da un semiasse maggiore pari a 3,0428115 UA e da un'eccentricità di 0,1476269, inclinata di 2,88415° rispetto all'eclittica.